# Mark Poag
Mark Adam Poag (* 15. Mai 1977 in Knoxville (Tennessee)) ist ein ehemaliger US-amerikanischer Basketballspieler.

## Laufbahn
Poag machte sich an der South-Doyle High School in seiner Heimatstadt Knoxville einen Namen als treffsicherer Distanzschütze und wechselte 1995 an die Old Dominion University (US-Bundesstaat Virginia). Bis 1999 bestritt er 125 Spiele für „ODU“ und erreichte Mittelwerte von 11,8 Punkten und 3,4 Rebounds je Begegnung. Der 1,98 Meter große Flügelspieler traf während seiner vier Jahre an der Old Dominion University 328 Dreipunktwürfe bei 826 Versuchen, was einer Erfolgsquote von 39,7 Prozent entspricht. In Bezug auf die erzielten „Dreier“ stellte Poag eine Bestmarke für die Hochschulmannschaft auf, Ende November 1997 traf er in einem Spiel sämtliche seiner neun Versuche von außerhalb des Dreipunktehalbkreises.
Im Vorfeld der Saison 1999/2000 wurde er vom deutschen Bundesligisten SG Braunschweig verpflichtet. Seine Bestmarke in einem Bundesligaspiel waren 42 Punkte (beim 113:98-Sieg Anfang Oktober 1999 über Würzburg), in der Partie gelangen Poag acht „Dreier“. Seine Angriffsleistungen (14,9 Punkte/Spiel, 52/128 Dreipunktwürfe) stimmten auch in der Bundesliga, hingegen wurden ihm Schwächen in der Abwehrarbeit angekreidet.
Nach seinem Jahr in Braunschweig spielte Poag bis zu seinem Laufbahnende 2006 in Spaniens zweiter und dritter Liga: 2000/01 erzielte er beim Drittligisten UB La Palma 17,5 Punkte pro Begegnung, von 2001 bis 2003 stand er bei CD Basket Bilbao Berri unter Vertrag, trug 2001/02 mit 18,3 Punkten je Partie zum Aufstieg in die zweite Liga bei. In Bilbao war er Mannschaftskamerad des späteren NBA-Spielers Tiago Splitter. 2003/04 verstärkte Poag zunächst AD Carteia in Spaniens zweithöchster Spielklasse, Ende Januar 2004 wechselte er zum Drittligaverein Baloncesto Pozuelo, bei dem er bis zum Ende der Saison 2004/05 blieb. In seinem Abschlussspieljahr als Berufsbasketballspieler, 2005/06, stand er beim Club Baloncesto Ambroz (zweite Liga) unter Vertrag.
Nach dem Ende seiner Basketballlaufbahn ging er in sein Heimatland zurück und wurde in Chesapeake beruflich als Feuerwehrmann und Versicherungsvertreter tätig.